# إيديكس
إيديكس (بالإنجليزية: edX) هو موقع إلكتروني تدريسي مفتوح على الإنترنت ويسمى مختصرا MOOC . وقد قام بإنشائه معهد ماساتشوستس للتقنية بالتعاون مع جامعة هارفارد في مايو 2012 بغرض عرض محاضرات تعليمية على المستوى الجامعي في حقول عديدة من العلوم منها الهندسة والفيزياء والكيمياء وغيرها ونشرها في جميع أنحاء العالم باللغة الإنجليزية وقد أضيفت لغات أخرى لاحقا. الاشتراك فيها مجاني وهي تعمل على التوفيق بين التدريس والبحث العلمي. يستخدم إيديكس حاليا نحو 3و1 مليون طالب وطالبة من مختلف بلدان العالم.
يصرف كل من المعهدين 30 مليون دولار أمريكي للاستمرار في تقديم هذا البرنامج التعليمي، وهو يعرض على الإنترنت بالمجان. وقد بدأ المشروع بنشر موضوع «الدوائر الكهربائية والإلكترونيات» في ديسمبر 2011 عن طريق MITx ، وهو برنامج معهد ماساتشوستس للتقنية المفتوح في الإنترنت.
.
وتوجد 29 مدرسة تقدم محاضرات في هذا المجال أو في سبيلها للاشتراك في تلك الدراسات التعليمية على موقع edX في الإنترنت. تسير هذه الدراسة التي يشترك فيها طلبة وطالبات من جميع أنحاء العالم في إطار المناهج التدريسية المفتوحة على الإنترنت.

## اقرأ أيضًا
- رواق (منصة تعليمية)
- المناهج التدريسية المفتوحة

## وصلات خارجية
- الموقع الرسمي